# European Banker of the Year
European Banker of the Year ist eine Auszeichnung, die seit 1994 jährlich verliehen wird.
Mit dem Preis sollen Persönlichkeiten der europäischen Bankenwelt für herausragende Leistungen geehrt werden. Die Verleihung wird von der dfv Euro Finance Group organisiert und ausgerichtet. Die Journalistenvereinigung The Group of 20+1 nominiert und wählt die Preisträger. 
Die Preisverleihung findet jeweils in Frankfurt/Main statt. Die Auszeichnung ist auf Nader Maleki zurückzuführen, der die Auszeichnung im Jahre 1994 das erste Mal initiierte.

## Preisträger
- 2023: Sergio P. Ermotti, CEO, UBS[3]
- 2022: Uwe Fröhlich, Cornelius Riese, Co-Vorstandsvorsitzende, DZ Bank AG[4]
- 2021: Thomas Jorberg, Vorstandssprecher der GLS Gemeinschaftsbank e.G.[5]
- 2020: Günther Bräunig, Vorsitzender des Vorstands, KfW Bankengruppe[6]
- 2019: Werner Hoyer, Präsident der Europäischen Investitionsbank (EIB)[7]
- 2018: Jean Pierre Mustier, Group Chief Executive Officer von UniCredit[8]
- 2017: Jean-Laurent Bonnafé, CEO der BNP Paribas[9]
- 2016: Ralph Hamers, CEO der ING Group[10]
- 2015: Ana Patricia Botín, Aufsichtsratsvorsitzende der Banco Santander
- 2014: Axel A. Weber, Präsident des Verwaltungsrates UBS Group AG
- 2013: Wolfgang Kirsch, Vorstandsvorsitzender der DZ Bank
- 2012: Annika Falkengren, Präsidentin und Vorstandsvorsitzende der Skandinaviska Enskilda Banken (SEB)
- 2011: David de Rothschild, Executive Chairman Rothschild
- 2010: Peter Sands, Group Chief Executive Standard Chartered PLC
- 2009: Josef Ackermann, Deutsche Bank AG
- 2008: Jean-Claude Juncker, Premierminister des Großherzogtums Luxemburg
- 2007: Jean-Claude Trichet, Europäische Zentralbank
- 2006: Herbert Stepic, Raiffeisen International Bank-Holding
- 2005: Peter Wuffli, UBS
- 2004: Rijkman Groenink, ABN AMRO BANK
- 2003: Fred Goodwin, The Royal Bank of Scotland (RBS)
- 2002: Alessandro Profumo, UniCredito Italiano
- 2001: Europäischer Zentralbankrat
- 2000: Andrew D. Crockett, General Manager, Bank for International Settlements (BIS)
- 1999: Godfried J. A. van der Lugt, Vorsitzender des Aufsichtsrats, ING Group, Amsterdam
- 1998: Hanna Gronkiewicz-Waltz, Präsident, National Bank of Poland
- 1997: Marcel Ospel, Group Chief Executive Officer, Swiss Bank Corporation, Basle
- 1997: Mathis Cabiallavetta, Präsident des Gruppenaufsichtsrats, Union Bank of Switzerland, Zurich
- 1996: Willem Frederik Duisenberg, Präsident, De Nederlandsche Bank, Chairman of the Board, Bank for International Settlements (BIS)
- 1995: Josef Tošovský, Governor, Tschechische Nationalbank
- 1994: Michel Pébereau, Präsident, Banque Nationale de Paris
- 1994: Jürgen Sarrazin, Aufsichtsratsvorsitzender, Dresdner Bank

## Weiteres
Nach der Finanzkrise 2008 nahm das Time Magazine Fred Goodwin (Gewinner 2003) in die Liste der 25 Menschen auf, die am stärksten für die Krise verantwortlich waren.